# پاپ داماسوس دوم
پاپ دامازوس دوم (به انگلیسی: Damasus II) یکی از پاپ‌های کلیسای کاتولیک رم بود که در تیرول به دنیا آمد و از ۱۷ ژوئیه ۱۰۴۸ تا ۹ اوت ۱۰۴۸ میلادی پاپ بود.